# NGC 7470
NGC 7470 este o galaxie situată în constelația Cocorul. A fost descoperită în 30 septembrie 1834 de către John Herschel.